# Cherryco
Cherryco ist ein Jazzalbum von Kirk Knuffke. Die 2016 entstandenen Aufnahmen erschienen 2017 auf SteepleChase Records.

## Hintergrund
Cherryco ist ein Tributalbum und beschäftigt sich mit dem Trompeter Don Cherry. Knuffke wählte für das Repertoire des Albums zunächst fünf Stücke aus dem Werk des Quartetts von Ornette Coleman der Jahre 1958 bis 1959 aus, dem Cherry angehörte, etwa „Lonely Woman“ und „The Sphinx“; sieben Stück stammten von Chery selbst wie das Titelstück oder „Paris Ambulance“, „Complete Communion“ und „Art Deco“ (das auch Titelstück des gleichnamigen Albums von 1989 wurde). Der Kornettist wurde bei der Studiosession von dem Bassisten Jay Anderson und dem Schlagzeuger Adam Nussbaum unterstützt.
Francis Davis schrieb in der Village Voice, Jazzmusiker, die noch in den Dreißigern seien und nicht an die Verehrung der Bebop-Vorfahren gebunden seien, wie der Kornettist Kirk Knuffke und sein loser Kreis von Musikern aus Brooklyn wie etwa Mary Halvorson, bevorzugen nicht das herkömmliche Spielen von Standards, auch wenn sie das mitunter tun. Es werden eher Coverversionen eingespielt, normalerweise auf Konzeptalben oder als ganze Konzertprogramme. Jazzstandards seien zwar so etwas wie „eine geschützte Art“, meint Davis, und insbesondere die von Thelonious Monk und Duke Ellington „gingen von Generation zu Generation reibungslos weiter. Aber selbst bei der Interpretation des Kanons versuchen diese intuitiven Postmodernisten, ihn zu erweitern – und zu hinterfragen, wie sich das, was bereits darin verankert ist, auf sie bezieht, anstatt umgekehrt.“
Ein Beispiel dafür sei Knuffkes Serie von (meist) Duettalben mit dem Pianisten Jesse Stacken für das dänische Label SteepleChase. „Als ich 2005 zum ersten Mal nach New York kam [aus seiner Heimat Colorado], war meine Leidenschaft die freie Improvisation und die Avantgarde“, sagte Knuffke dem Autor, „Aber zu Hause hörte ich so viel Monk wie alles andere und wollte diese Musik spielen, damit ich untersuchen konnte, wie sie funktionierte, war aber nicht Teil eines Jam-Session-Kreises, der regelmäßig Monk spielte und nicht danach suchte. Als ich dann Jesse traf, übte er viel Monk, also kamen wir zusammen und nahmen Monk zusammen mit ein paar Ellington-Dingen auf, die wir beide mochten.“ Nach dem Album 2008 folgte eine Charles-Mingus-Retrospektive, dann ein paar Veröffentlichungen, die größtenteils der Musik von Albert Ayler, Steve Lacy, Misha Mengelberg und anderen Avantgardisten gewidmet waren, schließlich ein Satie-Album, basierend auf einer Sammlung von dessen Klavierstudien, die für die Improvisation geöffnet wurden.

## Titelliste
- Kirk Knuffke – Cherryco (SteepleChase SCCD 31832)[3]

1. Roland Alphonso (Don Cherry) 5:58
2. The Sphinx (Ornette Coleman) 5:53
3. Art Deco (Don Cherry) 7:21
4. Remembrance (Don Cherry) 4:58
5. Golden Heart (Don Cherry) 4:12
6. Lonely Woman (Ornette Coleman) 2:55
7. Jayne (Ornette Coleman) 6:58
8. Song in D (Don Cherry) 7:44
9. Paris Ambulance Song (Don Cherry) 4:28
10. Angel Voice (Ornette Coleman) 5:15
11. Mind and Time (Ornette Coleman) 3:46
12. Cherryco (Don Cherry) 4:00

## Rezeption

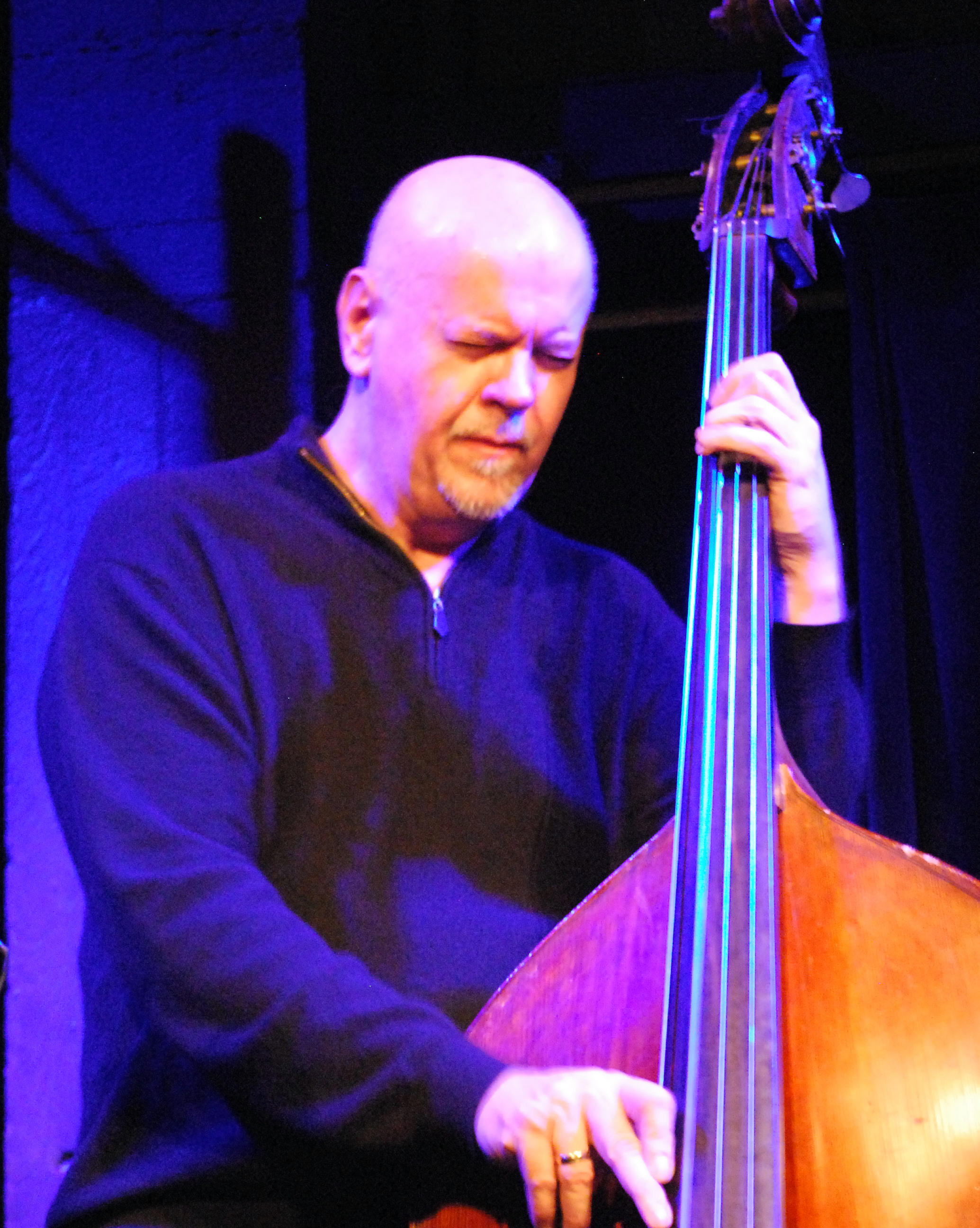
Jay Anderson in Innsbruck 2011

Nach Ansicht von Derek Taylor, der das Album in Dusted rezensierte, hätten Cherry und Knuffke „subjektiv viel gemeinsam. Eine bleibende Ehrfurcht vor der Melodie und die anspruchslose Beherrschung ihres gemeinsamen Instruments, des Kornetts, sind Eckpfeiler ihrer jeweiligen musikalischen Bemühungen.“ Cherry lebe zwar nicht mehr, doch seine Musik lebe sowohl in aufgenommener Form als auch in Versionen der zahlreichen Musikern weiter, die er weiterhin beeinflusse, schrieb Taylor. Knuffke halte ein produktives Tempo mit einer Strategie aufrecht, bei der sein Horn routinemäßig in verschiedenen und unerwarteten Kontexten platziert werde. Dieses Album sei nicht anders, da es ihn mit den Partnern Jay Anderson und Adam Nussbaum zusammenbringt, die beide nicht unbedingt intuitiv für die jeweiligen Umstände geeignet seien, aber in das Unternehmen einen gemeinsamen Überschuss an Feuer und Fachwissen einbringen, der sofort ansteckend sei.
Francis Davis schrieb in der Village Voice, Cherrys Alternative zum Ausführen der Changes sei eine subtile Art von Akkord-Fingerfertigkeit gewesen, wobei Akkorde wieder in ihren Grundmelodien verschwanden. „Ich bin der Meinung, dass das, was Musiker Zeit nennen, das wichtigste Element im Jazz ist, weil man an all die unterschiedlichen Klänge und Herangehensweisen der großartigen Spieler denkt und das einzige, was sie alle großartig machte, war ihr Zeitspiel“, zitiert er Kirk Knuffke, und diese Art des Denkens mache ihn perfekt für Cherrys Musik, führte Davis weiter aus. „Er nutzt alle Tricks von Cherry und fügt einige seiner eigenen raffinierten hinzu, auch dank seiner größeren technischen Fähigkeiten.“
Peter Margasak meinte im Down Beat, Knuffke ahme Don Cherry nicht im geringsten nach. Das Album sei geprägt vom gemeinsamen Geist der Großzügigkeit und der Beständigkeit von Cherys Kompositionen. Knuffke mag vielleicht eher ein Techniker als Cherry sein, meint der Autor, aber hier lege er den Schwerpunkt auf das Zusammenspiel des Ensembles und bilde eine luftige, formbare Verbindung zu seinem geschickten Rhythmus-Team, während er immer noch ein überzeugendes und lyrisches Solo nach dem anderen entfalte. Cherryco fühlt sich wie ein Liebesbrief an und es ist schwer, nicht an der Begeisterung teilzuhaben.
Nah Ansicht von Filipe Freitas, der das Album in London Jazz News rezensierte, taucht das Trio mit einer starken musikalischen Sensibilität, sowohl melodisch als auch rhythmisch, tief in das progressive Universum dieser Komponisten ein und nutze die Gelegenheit, um ebenfalls Innovationen zu entwickeln und die Melodien mit einem eigenen Justierungen neu zu formen. Cherryco, eine Sammlung klassischer Jazzmusik, die leidenschaftlich und geschmackvoll zeitgemäß behandelt werde, sei ein Genuss für die Ohren.